# Pycreus cuanzensis
Pycreus cuanzensis är en halvgräsart som först beskrevs av Henry Nicholas Ridley, och fick sitt nu gällande namn av Charles Baron Clarke. Pycreus cuanzensis ingår i släktet Pycreus och familjen halvgräs.
Artens utbredningsområde är Angola. Inga underarter finns listade i Catalogue of Life.